# 江潢
江潢（1605年—1661年），字度生，號復洲，南直隸鎮江府金壇縣人，原籍徽州，明末清初政治人物。

## 生平
崇禎三年（1630年）庚午科中式應天鄉試第一百二十七名舉人，崇禎十六年（1643年）癸未科會試第二百七十四名，三甲第十三名進士，刑部觀政，本年授浙江杭州府推官。顺治十六年（1659）六月，郑成功的大军攻入长江，巡防蒋国柱等逃跑，知府戴可进等投降，“满汉精锐歼夷殆尽”。順治十八年（1661年）牵涉金坛通海案，被捕入狱，段冠、江潢、史洪谟及王明試不胜刑而自诬，后以谋反大逆被斩。此案知县任体坤依拟绞。共斩六十四人，家属男女没入，流徙大小老幼又共二百七十六人。

## 家族
曾祖江瑞。祖父江碧。父江守琭。